# Joji Obara
Joji Obara (chữ Nhật: 织原城二; phiên âm: Obara Joji, sinh năm 1952 ở Osaka, Nhật Bản) là một tội phạm, một tên hiếp dâm bị kết án từ những cáo buộc đã thực hiện các vụ hãm hiếp và giết chết 2 phụ nữ gồm chiêu đãi viên (tiếp viên) người Anh là Lucie Blackman vào mùa hè năm 2000 và một phụ nữ người Úc có tên là Carita Ridgway trước đó vào năm 1992, và hãm hiếp sáu phụ nữ khác. Vụ án của hắn ta đã gây chấn động dư luận nước Nhật.

## Tiểu sử
Joji Obara có tên khai sinh là Kim Sung Jong, sinh vào năm 1952 trong một gia đình Hàn Quốc ở Osaka, Nhật Bản. Thời trẻ, cha của Obara làm việc thu mua phế liệu và rồi trở thành chủ sở hữu giàu có của một loạt bất động sản và các tiệm trò chơi Pachinko.
Khi 15 tuổi, Obara theo học một trường trung học tư thục có uy tín liên kết với Đại học Keio. Hai năm sau, khi cha mình qua đời tại Hong Kong, hắn được thừa kế các tài sản ở Osaka và Tokyo. Sau khi tốt nghiệp Đại học Keio với trình độ cử nhân chính trị và luật, Joji Obara đã trở thành một công dân Nhật, được nhập quốc tịch Nhật Bản và hợp pháp hóa bằng việc thay đổi tên của mình thành Joji Obara.
Trong cuối những năm 1980 và đầu những năm 1990, Obara đã đầu tư mạnh vào các phi vụ đầu cơ bất động sản. Bởi khủng hoảng kinh tế những năm 1990, Obara đã mất công ty và hầu hết tài sản, sau đó hắn đã dùng việc kinh doanh của mình như một nơi rửa tiền cho băng đảng yakuza Sumiyoshi-kai.
Sau này khi bộ sưu tập ảnh khiêu dâm và video của hắn bị lộ, 4.000 đến 5.000 trong số đó đã được thu hồi bởi cảnh sát, đã cho thấy Obara có thể đã hãm hiếp từ 150 đến 400 phụ nữ. Hắn được cho là bị ám ảnh với người da trắng và phát điên vì sự tôn sùng lạm dụng tình dục những phụ nữ bất tỉnh hay mê man. Cảnh sát tìm thấy hơn 200 video sex liên quan đến những phụ nữ bị hắn lạm dụng tình dục theo cách như trên.

## Vụ án Lucie Blackman
Lucie Blackman (sinh ngày 01 tháng 9 năm 1978 - chết ngày 01 tháng 7 năm 2000) là một phụ nữ người Anh có mái tóc vàng làm chiêu đãi viên ở Roppongi, Tokyo. Blackman đã từng làm việc như một tiếp viên hàng không của hãng British Airways, nhưng đã đến Nhật Bản. Tại thời điểm cô mất tích, cô làm việc tại Casablanca, một hộp đêm ở Roppongi. Lúc này cô 21 tuổi.
Lucie Blackman ra khỏi nhà vào một buổi chiều tối năm 2000. Cô gọi điện cho người bạn ở cùng phòng và là bạn thân nhất tên là Louise thu xếp cuộc gặp vào tối muộn. Nhưng Luice không bao giờ xuất hiện. Điều này dẫn đến Những đồn đoán về số phận của cô tràn ngập trên các trang báo. Cánh truyền thông đặt ra các giả thiết về sự sống còn của cô.
Luice và Louise sống ở Tokyo. Họ đều là chiêu đãi viên ở các hộp đêm, tại Nhật, nghề này có một cách hiểu rất đặc biệt, khó để giải thích với người nước ngoài, và ngay cả người Nhật cũng không hoàn toàn hiểu rành rẽ. Trường hợp của Lucie vừa khớp nhưng cũng lại không khớp các hồ sơ của những vụ Tóc vàng mất tích. Và trong một khoảng thời gian, bí hiểm xung quanh việc Lucie mất tích và những gì xảy ra với cô đã khiến nhiều người sa đà vào đề tài lối sống đồi trụy.
Sau đó, cha của Lucie là Tim Blackman đã tới Tokyo cùng với con gái của ông là Sophie nhằm công khai việc tìm kiếm Lucie đã khiến cảnh sát chú ý. Tim Blackman tận dụng cuộc họp thượng đỉnh G-8 tại Nhật Bản cùng lúc Lucie mất tích và thậm chí còn bạo gan cầu viện tới cả Thủ tướng Anh khi đó là Tony Blair. Ông Blair đã công khai nhờ Thủ tướng Nhật tiến hành cuộc điều tra về công dân Anh bị mất tích, và đã gặp Tim cùng với chị gái của Lucie là Sophie khi ông ở Tokyo.Và cuối cùng thì phải mất 6 năm để xét xử người đàn ông bị cáo buộc đã giết Lucie là Joji Obara.
Cuộc đièu tra kéo dài do Lucie Blackman là một người nước ngoài, và lại làm trong một ngành công nghiệp mà người Nhật cho là ô danh nên cảnh sát Tokyo có xu hướng bác bỏ việc cô mất tích. Các chiêu đãi viên ở hộp đêm thường được trả tiền để trò chuyện và tán tỉnh khách hàng, và họ có thể ăn tối (được trả tiền) với khách khi ở bên ngoài câu lạc bộ, nhưng đó thường là các cuộc hẹn không có sex.